# Deception
Deception (titulada La lista en España y Engaño en Hispanoamérica) es una película estadounidense dirigida por Marcel Langenegger en el año 2008.

## Argumento
Jonathan McQuarry (Ewan McGregor) quien es un autentico nerd, trabaja como auditor en Nueva York, una labor a la que se dedica de lleno y que no le deja mucho espacio para la diversión y vida personal. Sin embargo, cuando conoce al extrovertido abogado Wyatt Bose (Hugh Jackman) se hacen amigos, en una charla por error aparente se intercambian celulares idénticos y McQuarry se lleva el de Bose, entonces empieza a recibir llamados de bellas   mujeres escort y su visión de la vida cambia radicalmente haciéndose adicto. En compañía de Bose, descubre un ambiente elitista de juego y bellas mujeres que tiene su máxima expresión en «La lista», un club de sexo donde es fácil obtener una noche de placer. Jonathan, fascinado por una chica extranjera quien se hace llamar "S" (Michelle Williams), al intentar establecer algo serio con ella todo cambia, McQuarry es golpeado en la habitación por un desconocido, despierta y le pierde la pista a "S". Entonces,  McQuarry se da cuenta de que ha sido manipulado por Wyatt Bose quien pretende desarrollar un plan maligno de extorsión con McQuarry.